# Eduardo Alterio
Eduardo Alterio (1893) è stato un calciatore argentino, di ruolo portiere.

## Carriera

### Club
Alterio giocò nel Chacarita dal 1924 al 1934: con la maglia del club ha assommato più di 200 presenze in massima serie argentina. Debuttò nel campionato 1924; nella Copa Campeonato 1926 giocò 16 incontri, nella Primera División 1927 presenziò in 32 partite, e nel campionato 1928 mise a referto 35 apparizioni. Nel Concurso Estímulo 1929 giocò 11 volte, e segnò un gol su calcio di rigore, contro l'Estudiantil Porteño il 26 gennaio 1930. Nel 1931 divenne professionista, e fu il portiere titolare del Chacarita per tutta la Primera División. Fu il primo portiere a segnare una rete in un campionato professionistico argentino: il 9 agosto, alla 12ª giornata, trasformò un rigore contro il Club Atlético Tigre. Nel 1935 giocò 15 partite con l'Atlanta, e nel 1937 passò al Colegiales, in seconda divisione.

### Nazionale
Alterio giocò un incontro in Nazionale: fu impiegato nell'amichevole contro la Jugoslavia il 3 agosto 1930, a Buenos Aires.

## Statistiche

### Cronologia presenze e reti in Nazionale
| Cronologia completa delle presenze e delle reti in nazionale ― Argentina | Cronologia completa delle presenze e delle reti in nazionale ― Argentina | Cronologia completa delle presenze e delle reti in nazionale ― Argentina | Cronologia completa delle presenze e delle reti in nazionale ― Argentina | Cronologia completa delle presenze e delle reti in nazionale ― Argentina | Cronologia completa delle presenze e delle reti in nazionale ― Argentina | Cronologia completa delle presenze e delle reti in nazionale ― Argentina | Cronologia completa delle presenze e delle reti in nazionale ― Argentina |
| Data                                                                     | Città                                                                    | In casa                                                                  | Risultato                                                                | Ospiti                                                                   | Competizione                                                             | Reti                                                                     | Note                                                                     |
| ------------------------------------------------------------------------ | ------------------------------------------------------------------------ | ------------------------------------------------------------------------ | ------------------------------------------------------------------------ | ------------------------------------------------------------------------ | ------------------------------------------------------------------------ | ------------------------------------------------------------------------ | ------------------------------------------------------------------------ |
| 03/08/1930                                                               | Buenos Aires                                                             | Argentina                                                                | 3 – 1                                                                    | Jugoslavia                                                               | Amichevole                                                               | -1                                                                       |                                                                          |
| Totale                                                                   |                                                                          | Presenze                                                                 | 1                                                                        |                                                                          | Reti                                                                     | -1                                                                       |                                                                          |